# Göte Nordin
Göte Nordin (ur. 2 lipca 1935 w Falun, zm. 21 listopada 2023) – szwedzki żużlowiec.

## Kariera sportowa
Pomiędzy 1961 a 1971 r. sześciokrotnie zakwalifikował się do finałów indywidualnych mistrzostw świata, największy sukces odnosząc w 1961 r. w Malmö, gdzie zdobył brązowy medal.
Ośmiokrotnie uczestniczył w finałach drużynowych mistrzostw świata, zdobywając 7 medali: cztery złote (Slaný 1962, Wiedeń 1963, Abensberg 1964, Malmö 1967), dwa srebrne (Wrocław 1961, Kempten (Allgäu) 1965) oraz brązowy (Wrocław 1966). Zgodnie z wynikami podanymi w brytyjskiej prasie i popartymi najprawdopodobniej oficjalnym protokołem zawodów podpisanym przez kierownika zawodów w 1961 roku w finale wystąpił Per Tage Svensson, niemniej zgodnie z wynikami podanymi w polskiej prasie i popieranymi przez Szwedzką Federację Motocyklową (SVEMO) w zawodach startował Göte Nordin.
Pięciokrotnie zdobył medale indywidualnych mistrzostw Szwecji: dwa złote (Sztokholm 1965, Sztokholm 1971) oraz trzy srebrne (Göteborg 1962, Sztokholm 1963, Göteborg 1969). Był również indywidualnym wicemistrzem Australii (Adelaide 1967).
W lidze brytyjskiej reprezentował kluby z Newport (1966), Poole (1967, 1968), Coventry (1969), Wembley (1971) oraz Halifaxu (1972).